# Patrick Pföß

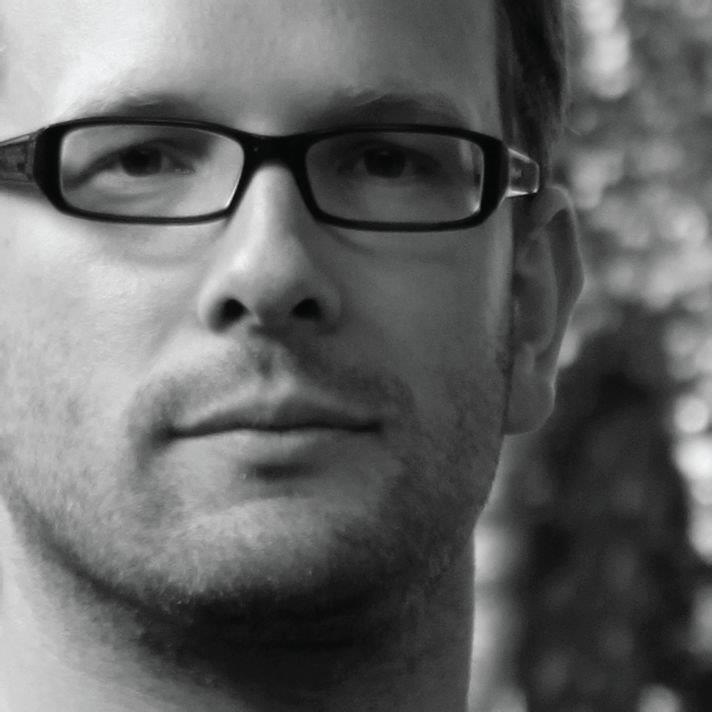
Patrick Pföß (2013)

Patrick Pföß (* 5. Februar 1981 in Traunstein) ist ein deutscher Komponist.

## Leben und Schaffen
Patrick Pföß erhielt seinen ersten Musikunterricht (Querflöte) mit acht Jahren und seinen ersten Kompositionsunterricht mit 13 Jahren bei Hans Josef Knaust. Von 1996 bis 1999 absolvierte er die Berufsfachschule für Musik Altötting. Dort wurde Christoph Heptner zu seinem kompositorischen Mentor. Anschließend studierte Pföß bei Georges Nicolas Wolff und Christoph Ogiermann in Hamburg und Bremen. 2009 wurde er mit dem Kulturförderpreis der ARTS Kulturfördervereinigung und des Lions Clubs ausgezeichnet. 2012 erhielt er den Kompositionsauftrag der Bayerischen Akademie der Schönen Künste, München. 2019 gewann er den Herbert-Baumann-Kompositionswettbewerb. Er lebt und arbeitet seit 2011 wieder in Traunstein (Bayern).

## Stilistik
Zu den wichtigsten Einflüssen auf Pföß’ musikalisches Schaffen zählen die Werke von Karlheinz Stockhausen, Morton Feldman und Henri Pousseur.
Die frühen Werke sind durch unterschiedliche serielle Techniken gekennzeichnet. Seit 2002 verwendet Pföß in zunehmendem Maß verschiedene Matrix-Techniken, die auch mit Formelkomposition bezeichnet werden können. Unterschiedliche Werke entstanden in dieser Zeit in Zusammenarbeit mit anderen Künstlern (z. B. Interdisziplinäres „Matrix-Projekt“ mit Tine Hermann und Karin Boine). Zwischen 2005 und 2007 komponierte er einige elektroakustische Werke („Für Frau Hohmayer“, „Stimmen II“) und Musique concrete („Perkal III“ und „Dublinmusic“). In dieser Zeit begann er auch, fraktale Techniken in seinen Werken zu integrieren. 
Seit 2007 beschäftigt sich Pföß mit der Verwendung von harmonischen Feldern. Die verwendeten Felder setzen sich aus zwei bis drei geschichteten Intervallen zusammen. Diese bilden eine eindeutig erkennbare Harmonik. Sie lässt sich deutlich von anderen Feldern abgrenzen, die aus anderen Intervallschichtungen bestehen. Seit 2019 erweitert er diese unter Berücksichtigung eines spektralharmonischen Ansatzes.

## Werke (Auswahl)
- 2002: IPETSUT, Prozesse für zwei Flöten
- 2003: Stimmen II, für Traversflöte und Liveelektronik
- 2006: VERSO, für Orchester
- 2006: TRIO, für Viola, Vibraphon und Harfe
- 2007/2008: VIRTUTES, für Solisten und Orgel
- 2010: d[e]wa, für Alt, Klarinette, Harfe und Schlagwerk
- 2011: QUINTETT, für Flöte, Violine, Kontrabass, Klavier und Vibraphon
- 2012: Vater, für Solo-Mezzosopran, Solo-Bariton und Chor (SATB)
- 2013: Musik für eine Stadt, für sechs Sänger, sieben Instrumentalisten und Glocken
- 2013: Sendai, für 10 Spieler
- 2014: SOLO, für Violoncello solo
- 2015: Cuchulinn, Kammeroper nach einer irischen Sage
- 2015: Evolution, für Alt, Sprecher und Streicher
- 2016: suchen – hoffen, für Violine und Orchester (Besetzung Mozart „Requiem“)
- 2017: „I met Hamel in an Airplane“ (zum 70. Geburtstag von P. M. Hamel), für neun Spieler
- 2017: Gajalila, für Kontrabass solo und Orchester
- 2017: Entr’acte, für Harfe solo
- 2019: Purpura lucem, für Orchester
- 2019: Desert dream, für Flöte solo
- 2019: Fremdwasser, für Horn, drei Celli und Perkussion
- 2019: Hauch, für Horn, Streicher und Orgel
- 2020: Sarugaku, für Kontrabass solo
- 2020: Durch|brechen, für Harfe und Schlagwerk